# Task State Segment
Uno Task state segment (TSS) è una struttura specifica dei processori della famiglia x86 dove si trova memorizzato il contesto di un processo. Il suo descrittore si trova nella Global Descriptor Table (GDT).
In quanto segmenti, i segmenti di stato sono referenziati da descrittori di stato di processo (task state segment descriptor) (TSSD) situati nella GDT.

## Struttura di un TSS
Il TSS contiene vari tipi di informazioni:
- I registri generali EAX, ECX, EDX, EBX, ESP, EBP, ESI, EDI
- I registri di segmento CS, ES, SS, DS, FS, GS
- Il registro EFLAGS
- Il registro EIP
- Il registro CR3
- Il registro LDTR
- I selettori del TSS del processo che era precedentemente eseguito
- L'I/O map base address e l'I/O map
- I puntatori agli stack dei livelli di privilegio 0,1,2

| offset | 31-16       | 15-0      |
| ------ | ----------- | --------- |
| 0x64   | IOPB offset | riservato |
| 0x60   | riservato   | LDTR      |
| 0x5C   | riservato   | GS        |
| 0x58   | riservato   | FS        |
| 0x54   | riservato   | DS        |
| 0x50   | riservato   | SS        |
| 0x4C   | riservato   | CS        |
| 0x48   | riservato   | ES        |
| 0x44   | EDI         | EDI       |
| 0x40   | ESI         | ESI       |
| 0x3C   | EBP         | EBP       |
| 0x38   | ESP         | ESP       |
| 0x34   | EBX         | EBX       |
| 0x30   | EDX         | EDX       |
| 0x2C   | ECX         | ECX       |
| 0x28   | EAX         | EAX       |
| 0x24   | EFLAGS      | EFLAGS    |
| 0x20   | EIP         | EIP       |
| 0x1C   | CR3         | CR3       |
| 0x18   | riservato   | SS2       |
| 0x14   | ESP2        | ESP2      |
| 0x0C   | riservato   | SS1       |
| 0x10   | ESP1        | ESP1      |
| 0x08   | riservato   | SS0       |
| 0x04   | ESP0        | ESP0      |
| 0x00   | riservato   | LINK      |

## Utilizzo

### Linux
Sotto Linux, a ogni commutazione di contesto, il kernel (grazie alla macro "SWITCH_TO") aggiorna il TSS con le informazioni (registri generali, EIP, EFLAGS, ecc) del nuovo processo.
Il TSS è utilizzato tra l'altro dal kernel per ritornare da una chiamata di sistema  o per la gestione dell'eccezione "errore doppio" (il processore, non potendo fare affidamento sui suoi registri, usa il TSS).

## TSS nell'architettura x86-64
L'architettura x86-64 non supporta il cambio di contesto hardware, tuttavia il TSS può essere ancora utilizzato in una macchina utilizzante la modalità a 64 bit. In questa modalita il TSS viene utilizzato per memorizzare:
1. Lo stack pointer per ogni livello di privilegio.
2. L'indirizzo del puntatore all' Interrupt Stack Table
3. Offset della bitmap dei permessi IO

Il task register viene espanso per contenere indirizzi a 64 bit.